# Svante Nilsson
Svante Nilsson (1460 – 2 gennaio 1512) resse la Svezia durante l'Unione di Kalmar, dal 1504 al 2 gennaio 1512.

## Biografia
Nacque intorno al 1460, figlio di Nils Bosson della famiglia di Natt och Dag (la cui madre faceva parte della famiglia Sture). Non utilizzò mai il nome Sture, ma il figlio riprese poi il nome della bisnonna, per la volontà di prestigio e di tradizione nel preservare l'indipendenza svedese. Diventò un membro del Concilio di Svezia non più tardi del 1482, ma operò in opposizione a Sten Sture il Vecchio, giungendo quasi fino a sostenere Giovanni di Danimarca. Non per la propria volontà, cambiò poi idee e sostenne Sten Sture nel rovesciamento del re stesso. Alla morte di Sten Sture, si fece eleggere reggente. Le sue dimissioni furono richieste dal Concilio di Svezia nell'estate del 1511, ma in pratica egli rimase al potere fino alla morte, avvenuta il 2 gennaio 1512.

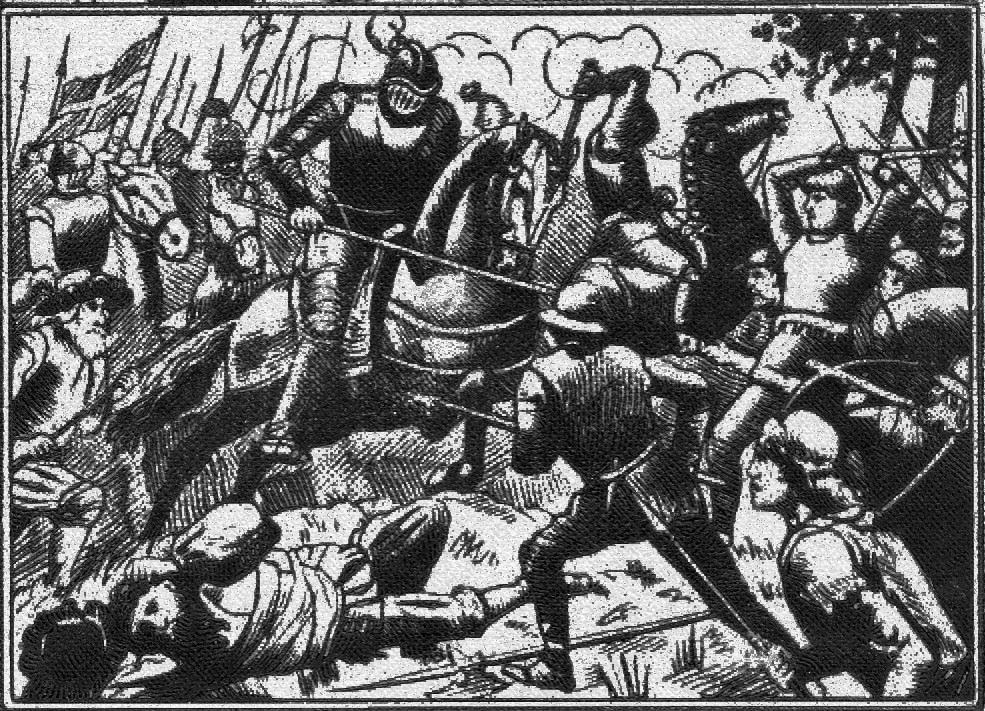
Scena di battaglia dalla copertina del romanzo storico sul reggente svedese Svante Nilsson

Il suo primo matrimonio (1490 - 1495) con Iliana Gädda, diede vita a un figlio, Sten Sture il Giovane. Si sposò una seconda volta con Mette Ivarsdotter Dyre (1504 - 1512).